# Miles Scotson
Miles Scotson (né le 18 janvier 1994 à Adélaïde) est un coureur cycliste australien, spécialiste de la piste et de la route. Il est champion du monde de poursuite par équipes en 2016 et champion d'Australie sur route 2017. Son frère, Callum Scotson, faisait également partie de l'équipe championne du monde de poursuite en 2016.

## Biographie
En 2012, Miles Scotson est champion du monde de poursuite par équipes juniors, avec Jack Cummings, Evan Hull et Alexander Morgan, et champion d'Océanie élites de cette discipline, avec Luke Davison, Alexander Morgan et Mitchell Mulhern.
En janvier 2015, il réalise un double aux championnats d'Australie sur route, remportant les titres en contre-la-montre et course en ligne. Le mois suivant, il dispute ses premiers championnats du monde sur piste élites, en France. Il y obtient la médaille de bronze de la poursuite par équipes, et la neuvième place en poursuite individuelle. L'année suivante, à Londres, il est champion du monde de poursuite par équipes, avec son frère Callum, Sam Welsford, Michael Hepburn, Luke Davison et Alexander Porter. Aux Jeux olympiques de Rio, il sélectionné comme remplaçant de l'équipe de poursuite australienne, qui obtient la médaille d'argent. Il termine l'année sur route, stagiaire au sein de l'équipe belge Wanty-Groupe Gobert. En octobre, il est médaillé de bronze du championnat du monde du contre-la-montre espoirs.
Il passe professionnel en 2017 au sein de l'équipe BMC Racing,, et se concentre uniquement sur la route durant cette année. Il fait ses débuts avec cette équipe lors des championnats d'Australie. Cinquième du contre-la-montre remporté par son coéquipier Rohan Dennis, il s'impose lors de la course en ligne en attaquant seul dans le final,. En fin de saison, il fait partie de la sélection de BMC qui obtient la médaille d'argent au championnat du monde du contre-la-montre par équipes.
À l'issue de la saison 2018, Miles Scotson, comme ses coéquipiers Stefan Küng et Kilian Frankiny, s'engage pour deux ans avec l'équipe Groupama-FDJ. L'Australien rejoint la formation française qui cherche de gros rouleurs capable d'intégrer le train du sprinteur Arnaud Démare, il convient de faire preuve d'une capacité de rouler vite plus ou moins longtemps. Des qualités que Scotson remplit tout à fait grâce à sa formation de pistard, lui qui a été champion du monde de poursuite par équipe en 2016. Il a été l'un des principaux contributeurs des plus grandes victoires de son leader Arnaud Démare dont ses quatre étapes sur le Tour d'Italie 2020. En 2021 il signe sa première victoire avec la Groupama-FDJ après un gros numéro en solitaire, il s'impose sur la première étape du Tour de la communauté valencienne. Il s'empare aussi du maillot de leader qu'il perdra deux jours plus tard lors de l'étape reine menant à l'Alto de la Reina. Le lendemain il obtient la cinquième place du contre-la-montre individuel et remonte à la 9e place au classement général. Initialement en fin de contrat en fin d'année 2021, Groupama-FDJ annonce en août une prolongation de deux saisons.
Il signe un contrat avec Arkéa-B&B Hotels pour 2024 et 2025 et y retrouve comme chef de file Arnaud Démare, lui-même recruté par la formation bretonne en août 2023.

## Palmarès sur piste

### Championnats du monde
- Saint-Quentin-en-Yvelines 2015
  -  Médaillé de bronze de la poursuite par équipes
  - 9e de la poursuite individuelle
- Londres 2016
  -  Champion du monde de poursuite par équipes (avec Sam Welsford, Michael Hepburn, Callum Scotson, Luke Davison et Alexander Porter)

### Championnats du monde juniors
- Invercargill 2012
  -  Champion du monde de poursuite par équipes juniors (avec Jack Cummings, Evan Hull et Alexander Morgan)

### Coupe du monde
- 2014-2015
  - 1er de la poursuite par équipes à Guadalajara (avec Daniel Fitter, Alexander Porter et Sam Welsford)
- 2015-2016
  - 1er de la poursuite par équipes à Hong Kong (avec Rohan Wight, Alexander Porter et Sam Welsford)

### Championnats d'Océanie
| Édition / Épreuve | Poursuite individuelle | Poursuite par équipes                                        | Course aux points | Américaine                |
| 2012              |                        | Or (avec Luke Davison, Alexander Morgan et Mitchell Mulhern) |                   | Bronze                    |
| 2013              | Argent                 | Argent                                                       | Argent            | Or (avec Joshua Harrison) |
| 2014              | Argent                 |                                                              |                   | Or (avec Scott Law)       |

### Championnats d'Australie
- 2011
  - 3e de la course aux points juniors
- 2012
  - 2e de la poursuite par équipes juniors
  - 2e de l'américaine
- 2013
  -  Champion d'Australie de poursuite par équipes (avec Alexander Edmondson, Glenn O'Shea et Luke Davison)
  -  Champion d'Australie de l'américaine (avec George Tansley)
  - 3e de l'omnium
- 2014
  - 3e de l'omnium
- 2015
  -  Champion d'Australie de poursuite par équipes (avec Alexander Edmondson, Alexander Porter et Callum Scotson)
- 2016
  -  Champion d'Australie de poursuite par équipes (avec Alexander Edmondson, Alexander Porter et Callum Scotson)

## Palmarès sur route

### Par années
- 2010
  - 2e du championnat d'Australie du critérium U17
  - 3e du championnat d'Australie sur route U17
- 2012
  -  Médaillé de bronze au championnat d'Océanie du contre-la-montre juniors
  - 3e du championnat d'Australie du contre-la-montre juniors
- 2013
  - 3e du championnat d'Australie du contre-la-montre juniors
- 2014
  - 6e étape du Tour de Tasmanie
  - 3e du championnat d'Australie du contre-la-montre espoirs
- 2015
  -  Champion d'Australie sur route espoirs
  -  Champion d'Australie du contre-la-montre espoirs
  - 7e du championnat du monde  du contre-la-montre espoirs
- 2016
  - 3e étape secteur A de l'Olympia's Tour (contre-la-montre)
  - 2e du championnat d'Australie du contre-la-montre espoirs
  -  Médaillé de bronze du championnat du monde du contre-la-montre espoirs
  - 3e du championnat d'Australie sur route espoirs

### Palmarès professionnel
- 2017
  -  Champion d'Australie sur route
  -  Médaillé d'argent au championnat du monde du contre-la-montre par équipes
- 2021
  - 1re étape du Tour de la Communauté valencienne

### Résultats sur les grands tours

#### Tour de France
1 participation
- 2021 : abandon (11e étape)

#### Tour d'Italie
3 participations
- 2019 : 138e
- 2020 : 113e
- 2022 : 127e

#### Tour d'Espagne
1 participation
- 2022 : 109e

#### Classements mondiaux
| Année                                 | 2013 | 2014  | 2015 | 2016 | 2017  | 2018  | 2019  | 2020  | 2021 | 2022  | 2023  |
| ------------------------------------- | ---- | ----- | ---- | ---- | ----- | ----- | ----- | ----- | ---- | ----- | ----- |
| UCI World Tour                        |      |       |      | nc   | 418e  | 382e  |       |       |      |       |       |
| Classement mondial                    |      |       |      | 571e | 734e  | 1130e | 1130e | 1286e | 440e | 1307e | 2067e |
| UCI Europe Tour                       | nc   | 1057e | 662e | 676e | 1271e | 1032e |       |       |      |       |       |
| UCI Asia Tour                         | nc   | nc    | nc   | 116e | nc    | 604e  |       |       |      |       |       |
| UCI America Tour                      | nc   | nc    | 395e | nc   | nc    | nc    |       |       |      |       |       |
| UCI Oceania Tour                      | 19e  | nc    | nc   | nc   | 11e   | 62e   | 62e   | 68e   | 22e  | 68e   | 90e   |
|                                       |      |       |      |      |       |       |       |       |      |       |       |
| Légende : nc = non classéSource : UCI |      |       |      |      |       |       |       |       |      |       |       |